# DREAM GOES ON
『DREAM GOES ON』（ドリーム・ゴーズ・オン）は、日本の音楽グループEvery Little Thingが2009年9月23日に発売した36枚目のシングル。

## 概要
シングルとしては前作『あたらしい日々/黄金の月』から約1年1か月振りとなる。前作とのシングルリリース間隔が1年以上なのは、本作が初である。元メンバーの五十嵐充がサウンドプロデューサーとして作曲、編曲を担当、2000年の15thシングル『Rescue me/Smile Again』以来、9年振りの参加作品となる。
8月23日に行われたa-nation '09の東京公演で五十嵐が登場し共演、初披露された。
初回限定盤はDVD付きで、「DREAM GOES ON」のビデオ・クリップが収録されている。

## 収録曲

### CD
1. DREAM GOES ON
（作詞：持田香織 / 作曲：五十嵐充 / 編曲：五十嵐充 & Every Little Thing）
NHK総合系金曜ドラマ『派遣のオスカル〜少女漫画に愛をこめて』主題歌
2. spearmint
（作詞・作曲：五十嵐充 / 編曲：五十嵐充 & Every Little Thing）
こちらは作詞も五十嵐が手掛けており、ELT脱退以来9年振りであり、脱退後、初となる五十嵐が作詞・作曲した曲。
3. DREAM GOES ON (Instrumental)
4. spearmint (Instrumental)

### DVD
1. DREAM GOES ON Video Clip

## 楽曲の収録アルバム
DREAM GOES ON
- 『CHANGE』
- 『Every Best Single 〜COMPLETE〜』
- 『Every Cheering Songs』
- 『Every Best Single 2 〜MORE COMPLETE〜』
- 『Every Best Single 2 〜laTe period〜』

spearmint
- 『CHANGE』